# 제13회 베를린 국제 영화제
제13회 베를린 국제 영화제의 시상식에 관한 내용이다.

## 수상 및 후보

### 황금곰상
- 디아볼로(영어판) - 지안 루이지 폴리도로 수상
- 부시도 - 이마이 타다시 수상

### 은곰상:감독상
- 영 아프로디테스 - 니코스 코운도우로스 수상

### 은곰상:여자연기자상
- 미스트리스 - 비비 앤더슨 수상

### 은곰상:남자연기자상
- 들백합 - 시드니 포이티어 수상

### 황금곰상:단편영화상
- 밤피엘레먼트 - 찰스 위그노 반 데어 린든 수상

### 은곰상:단편영화상
- 홈-메이드 카 - 제임스 힐 수상

### 은곰상:다큐멘터리상
- 리버 오브 더 오션 - 피터 베이리스 수상